# Bacillus atticus
Bacillus atticus is een insect uit de orde Phasmatodea en de familie Bacillidae. De wetenschappelijke naam van deze soort is voor het eerst geldig gepubliceerd in 1882 door Brunner-von Wattenwyl.

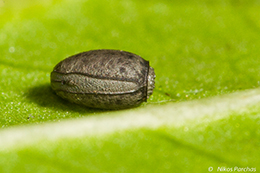
Eitje